# Chelonanthus albus
Chelonanthus albus är en gentianaväxtart som först beskrevs av Richard Spruce och Prog., och fick sitt nu gällande namn av Badillo. Chelonanthus albus ingår i släktet Chelonanthus och familjen gentianaväxter. Inga underarter finns listade i Catalogue of Life.